# .dk
.dk è il dominio di primo livello nazionale assegnato alla Danimarca.